# فرناندو دی مورایس
فرناندو دی مورایس (به پرتغالی: Fernando Jorge Lima de Moraes) هافبک اهل برزیل است که در شهر سائوپائولو و در تاریخ ۲۱ ژانویهٔ ۱۹۸۰ به دنیا آمده‌است.
فرناندو دی مورایس در تیم‌های فوتبال E.C. São Bernardo سابقهٔ حضور دارد.